# 卡利尼夫卡 (羅基特涅區)
49°43′41″N 30°39′8″E / 49.72806°N 30.65222°E
卡利尼夫卡（烏克蘭語：Калинівка）是位於烏克蘭北部的村莊，由基辅州白采爾克瓦區的羅基特內市鎮負責管轄。該村始建於1992年，面積8平方公里，2001年人口468，人口密度每平方公里58.5人。